# 钱大妈

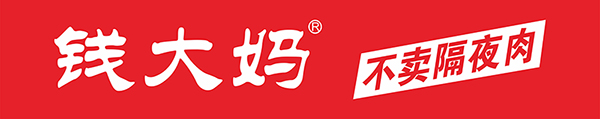
“钱大妈”商标

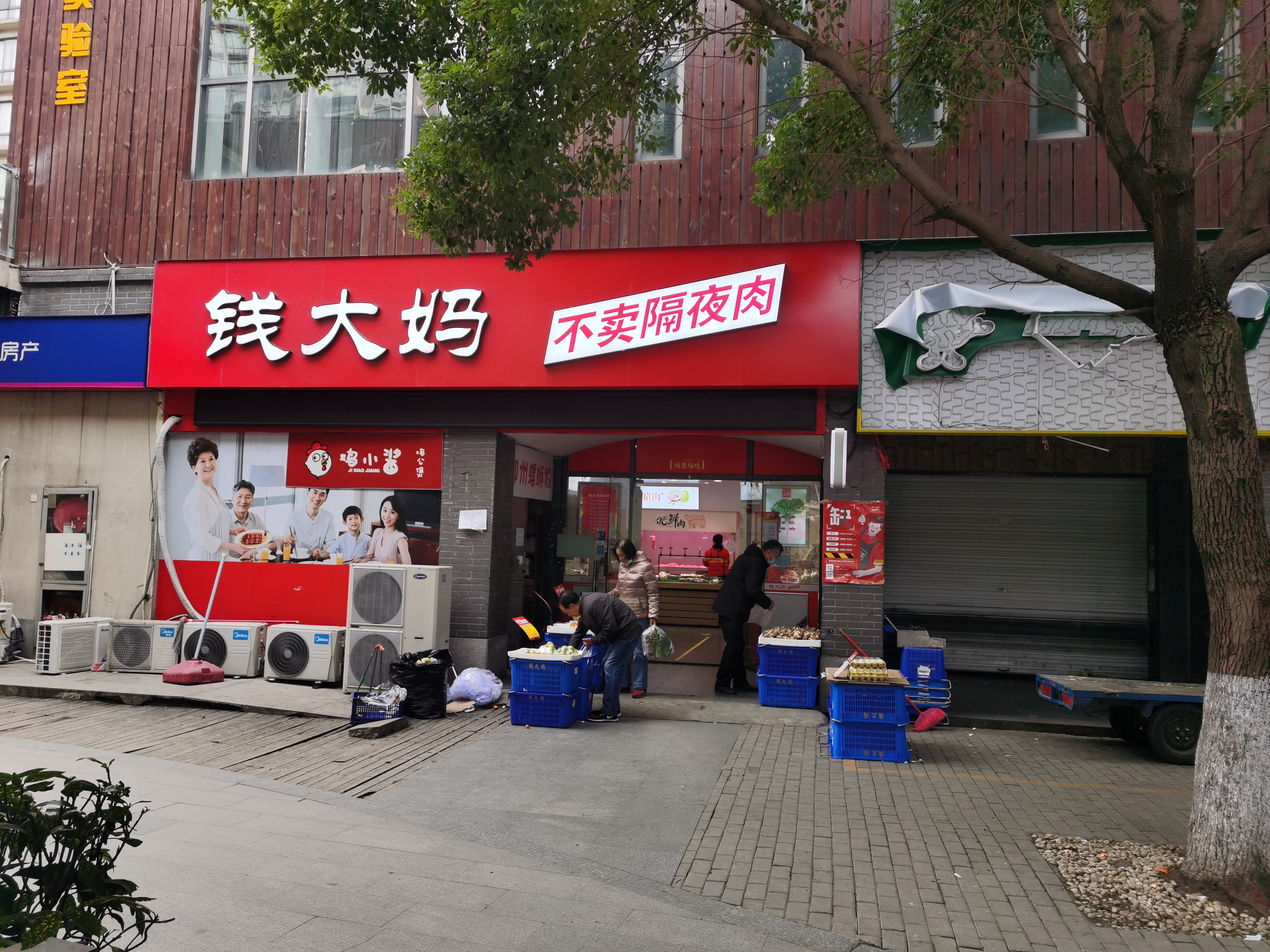
位于江苏省苏州市的一家钱大妈

钱大妈是中華人民共和國一家社區生鮮連鎖超市，由廣州市錢大媽農產品有限公司持有，其母企第二大股東即為京東旗下的啟承資本。钱大妈的廣告標語為「不卖隔夜肉」，創始人為冯冀生。2012年4月，钱大妈在廣東省东莞市长安镇開設第一家猪肉专卖店，於2019年底完成近10億元的D輪融資。而在2019年尾的最新一輪，估值超過300億元。
截至2020年7月，钱大妈在中國開設的直營店和加盟店數量超過2000家。截至2021年10月，錢大媽在全國已進駐超30個城市，門店總數突破3,700間，當中有1,500家集中在廣東省，在香港分店於2020年底急升至逾30多間。

## 争议

### 加盟條件苛刻不公
2021年，一名湖南長沙的加盟商，投訴和錢大媽的加盟條件苛刻及不公平，加盟商失去自主權；例如 ：（1）加盟合同約五十頁，加盟商不能看。（2）加盟費用高昂，每家店的加盟費3萬元（人民幣，下同）、押金4萬元、裝修約26萬元，加上其它額外支出，每店入門費三十多萬元。（3）加盟商要根據公司策略「用低價把對手打死」，前幾個月要虧本經營，每個月要虧三到五萬。（4）公司強制訂貨數量，貨物種類也被設下限。（5）加盟商沒有自主定價權，亦沒有自主進貨權。結果，該加盟商經營六個多月後，虧損了140多萬元，她表弟的店在經營了6個月後，亦虧損了45萬元。

### 騷擾鄰居
因店铺通常开设在社区内，进货等的日常工作通常在凌晨进行，因此容易引发噪声扰民的投诉和纠纷。

### 北京分店被列入經營異常名錄
於2020年7月成立的北京錢大媽分公司，《中國財經網》2022年1月18日報道，近日被北京市東城區市場監督管理局列入經營異常名錄，因透過登記的住所或者經營場所，無法聯繫其負責人。北京的錢大媽分公司擁有12間分支機構（門店/分店），其中9間門店均於去年12月註銷，門店最短營業時間不足4個月，目前僅有3家門店為存續狀態。

## 外部連結
- 官方网站